# Jewhenij Łymanski
Jewhenij Andrijowycz Łymanski, ukr. Євгеній Андрійович Лиманський (ur. 25 maja 1992 w Charkowie) – ukraiński hokeista. Reprezentant Rumunii.

## Kariera
- Drużba-78 Charków (2004-2005)
- Philadelphia Thunder (2009-2010)
- New England Jr. Huskies (2010-2011)
- Florida Eels (2011-2012)
- Philadelphia Revolution (2012-2013)
- Sokił Kijów (2013-2014)
- Orlik Opole (2014-2016)
- Generals Kijów (2016)
- GKS Katowice (2016-2017)
- CSA Steaua Bukareszt (2017-2019)
- CSM Dunărea Galați (2020-)

Wychowanek klubu Drużba-78 Charków w rodzinnym mieście. W barwach Ukrainy wystąpił na turniejach mistrzostw świata juniorów do lat 18 w 2010 (Dywizja II) oraz mistrzostw świata juniorów do lat 20 w 2010, 2011 (Dywizja I), hokeja mężczyzn na Zimowej Uniwersjadzie 2013.
Od grudnia 2014 zawodnik Orlika Opole w rozgrywkach Polskiej Hokej Ligi. W czerwcu 2015 przedłużył kontrakt. Od sierpnia do końca października 2016 zawodnik Generals Kijów. Od listopada 2016 do końca sezonu PHL 2016/2017 był zawodnikiem GKS Katowice. Do końca sierpnia 2017 był testowany przez ten klub przed nowym sezonem. Od września 2017 zawodnik rumuńskiego klubu Steaua Bukareszt. W sezonie 2019/2020 nie grał, a we wrześniu 2020 został zawodnikiem CSM Dunărea Galați (w tym czasie dysponował już rumuńskim obywatelstwem i miał możliwość gry w reprezentacji Rumunii). W maju 2021 wystąpił w barwach reprezentacji Rumunii na turnieju towarzyskim Beat COVID-19. 

## Sukcesy
Klubowe
- Brązowy medal mistrzostw Ukrainy: 2014 z Sokiłem Kijów